# Kulänglarna
Kulänglarna var SR:s julkalender 1984. Staffan Götestam skrev manus, sångtexter och regi, medan musiken skrevs av Anders Berglund.

## Handling
Redaktionschef Klasse Möllberg basar över grammofonråttan Snurre Plätt (Pernilla Wahlgren) och den musikaliska japanen Mr Jingle (Anders Berglund) i en röd stuga. Flygande änglareportern Helge är ute på uppdrag och ställer frågor till experter om olika ämnen, som till exempel vad skolministern tycker är pest eller kolera, vem som har adressen till Gud eller vad Olof Palme tycker man ska ha barn till.
Tomten (Beppe Wolgers) skickar rapporter till redaktionen om hur julen formar sig. Arge lyssnaren Göte Börg (Mats Bergman) från Göteborg hör ofta av sig till redaktionen. Kulänglarna får också besök av en expert som försöker förklara vad "vakenpulver" är, samt svara på frågan om det är "synt" att spela riktig fiol.

## Papperskalender

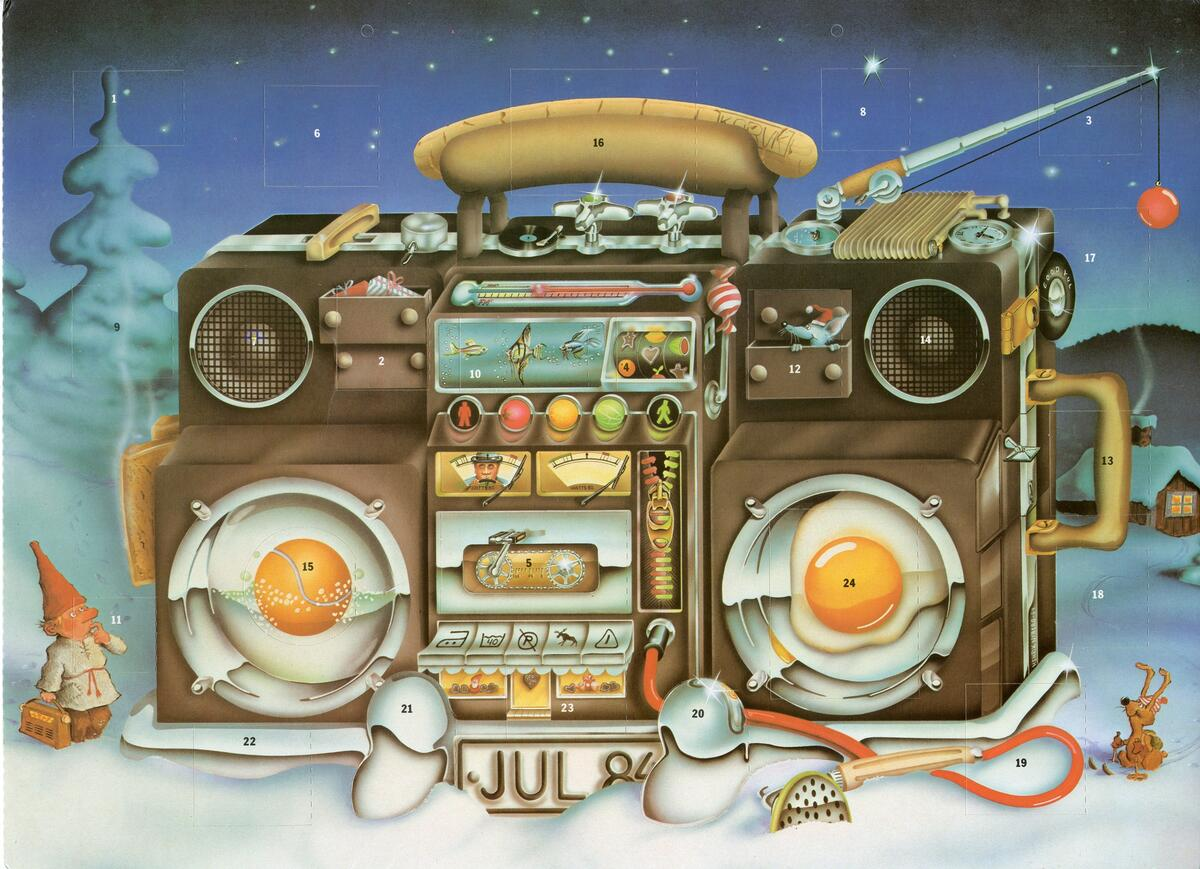
Papperskalendern

Henrik Nyberg och Svante Lundin illustrerade kalendern, som visar en stor radioapparat med texten "Jul 84", med stugan som serien utspelar sig i belägen till höger.

## Utgivningar
Anders Berglund utgav 1984 sånger från kalendern på LP och MK på skivmärket Mariann.

### Fotnoter
1. ↑  ”Svensk mediedatabas”. http://smdb.kb.se/catalog/search?q=Kul-%C3%A4nglarna+typ%3Aradio&sort=OLDEST. Läst 5 april 2011.
2. ↑  ”Radiogodis”. Arkiverad från originalet den 10 januari 2016. https://web.archive.org/web/20160110234954/http://radiogodis.se/1984.htm. Läst 1 april 2011.
3. ↑  ”1984, Kulänglarna”. Sveriges Radio. http://sverigesradio.se/barn/julkalendrar/1984.stm. Läst 30 augusti 2015.
4. ↑  ”Radiogodis”. http://radiogodis.se/Img/1984.jpg. Läst 2 april 2011.
5. ↑  ”Radiogodis”. http://radiogodis.se/Img/1984a.jpg. Läst 2 april 2011.
6. ↑  ”Svensk mediedatabas”. http://smdb.kb.se/catalog/id/001889995. Läst 5 april 2011.
7. ↑  ”Svensk mediedatabas”. http://smdb.kb.se/catalog/id/001462913. Läst 5 april 2011.